# Palle Danielsson

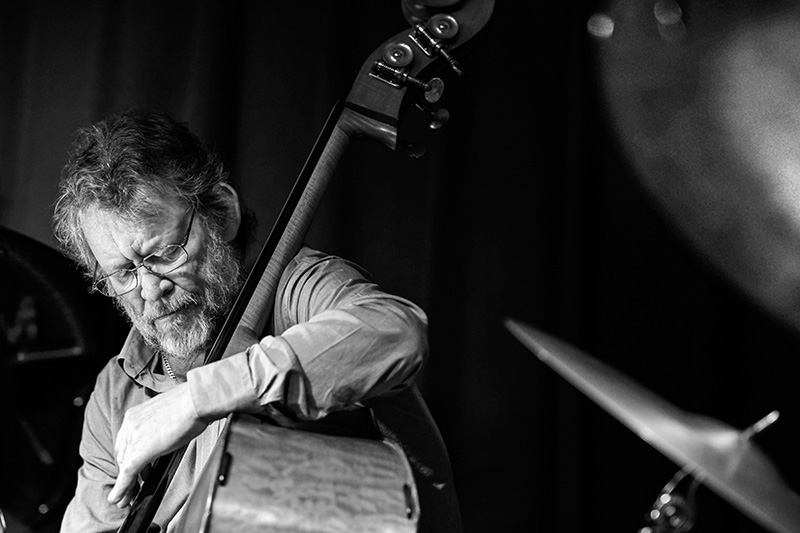
Palle Danielsson i Aarhus 2017.

Nils Paul "Palle" Danielsson, född 15 oktober 1946 i Bromma församling i Stockholm, död 18 maj 2024 i Åkers styckebruk, Södermanlands län, var en svensk jazzmusiker och en av Sveriges internationellt mest kända kontrabasister. 
Samtidigt med studier i violin på Musikhögskolan i Stockholm (1962–1966) blev han snabbt involverad i Stockholms jazzmiljö på bland annat klubben Gyllene Cirkeln. Han spelade med Bill Evans (1965), turnerade med Eje Thelin, trombon, Billy Brooks, trummor, och Barney Wilen, saxofon. Tillsammans med Lennart Åberg, saxofon, Bobo Stenson, piano, och Bengt Berger, trummor, bildade han gruppen Rena Rama, som gav ut sitt första album 1973.
Senare var han i Keith Jarretts European Quartet (Personal Mountains, 1989), med saxofonisten Charles Lloyds Quartet (Fish Out of Water, 1990), samt på utgåvor med Jan Garbarek, Jon Christensen, samt med Bobo Stenson Quartet och Tomasz Stańko Septet (Litania – The Music of Krzysztof Komeda, 1999). Danielsson var också fast medlem i Michel Petruccianis band, samt på turné i trio med John Taylor och Peter Erskine (You Never Know 1993; Time Being 1994; As It Is 1996; Juni 1999).
Danielssons egen skiva Contra Post utkom 1995. Med Ulf Adåker, Joakim Milder, Bobo Stenson och Jonas Holgersson gav han ut Monk by five (2000).
Han ledde senare sin egen kvartett, bestående av Joakim Milder, saxofon, Rita Marcotulli, piano, och Anders Kjellberg, trummor. Tidvis har även Dejan Terzic ingått.
Danielsson var bror till kompositören och pianisten Monica Dominique och morbror till dirigenten Jonas Dominique.

## Priser och utmärkelser
- 1989 – Jan Johansson-stipendiet
- 2001 – Django d'Or som "Contemporary star of Jazz"
- 2002 – Kungliga Musikaliska Akademiens Jazzpris
- 2009 – Jazzkatten, ”Årets Guldkatt”
- 2011 – Bert Levins stiftelse för jazzmusik
- 2015 – Monica Zetterlund-stipendiet
- 2023 – Lifetime Achievement[6]